# Carlo Parola
Carlo Parola (Turim, 20 de setembro de 1921 - 22 de março de 2000) foi um futebolista e treinador italiano que atuava como defensor.

## Carreira
Carlo Parola fez parte do elenco da Seleção Italiana de Futebol na Copa do Mundo de 1950, no Brasil.

## Títulos

### Jogador
Juventus
- Campeonato Italiano: 1949–50 e 1951–52
- Coppa Italia: 1941–42

### Treinador
Juventus
- Campeonato Italiano: 1959–60, 1960–61 e 1974–75
- Coppa Italia: 1958–59 e 1959–60